# Schattenmorelle

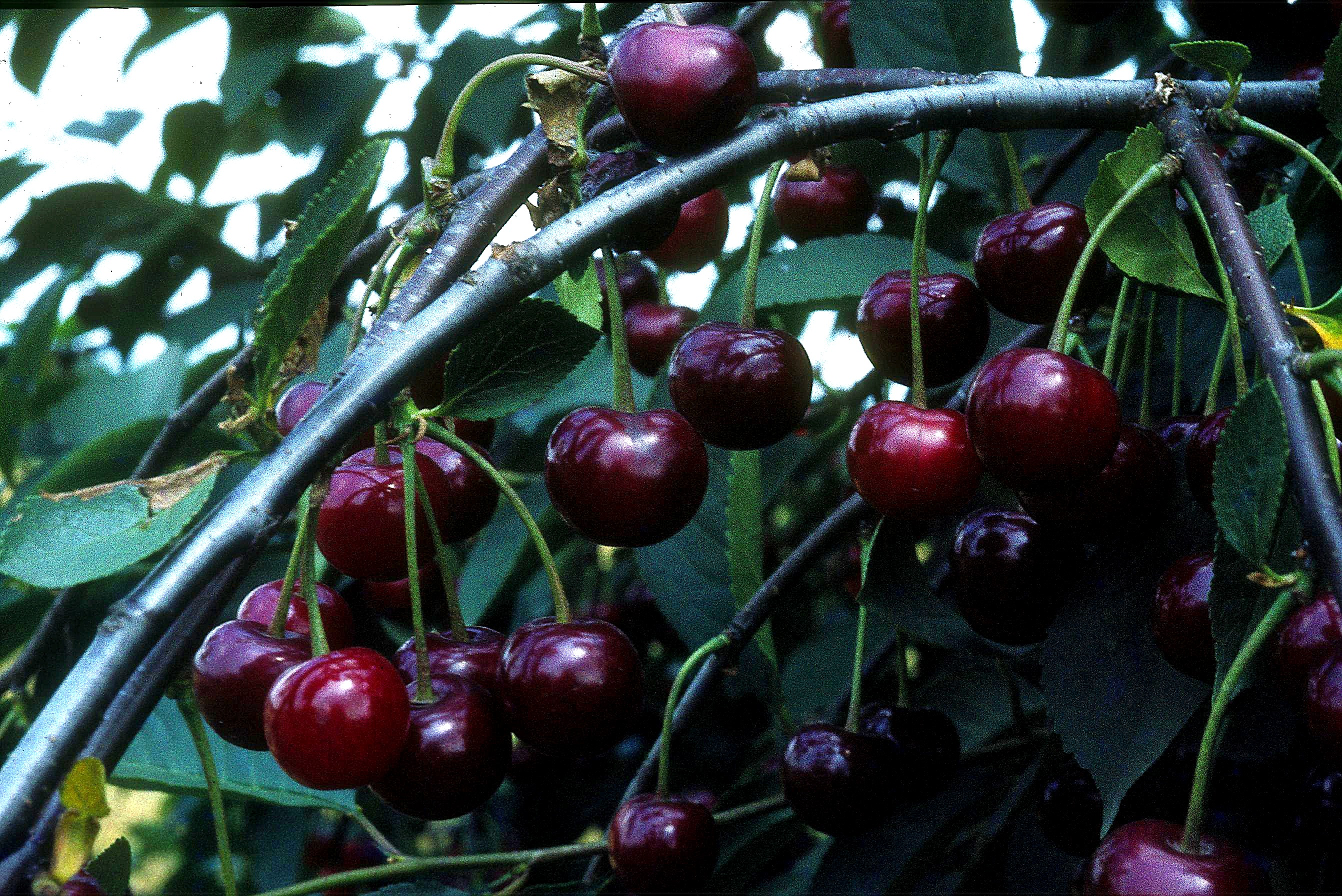
Schattenmorellen

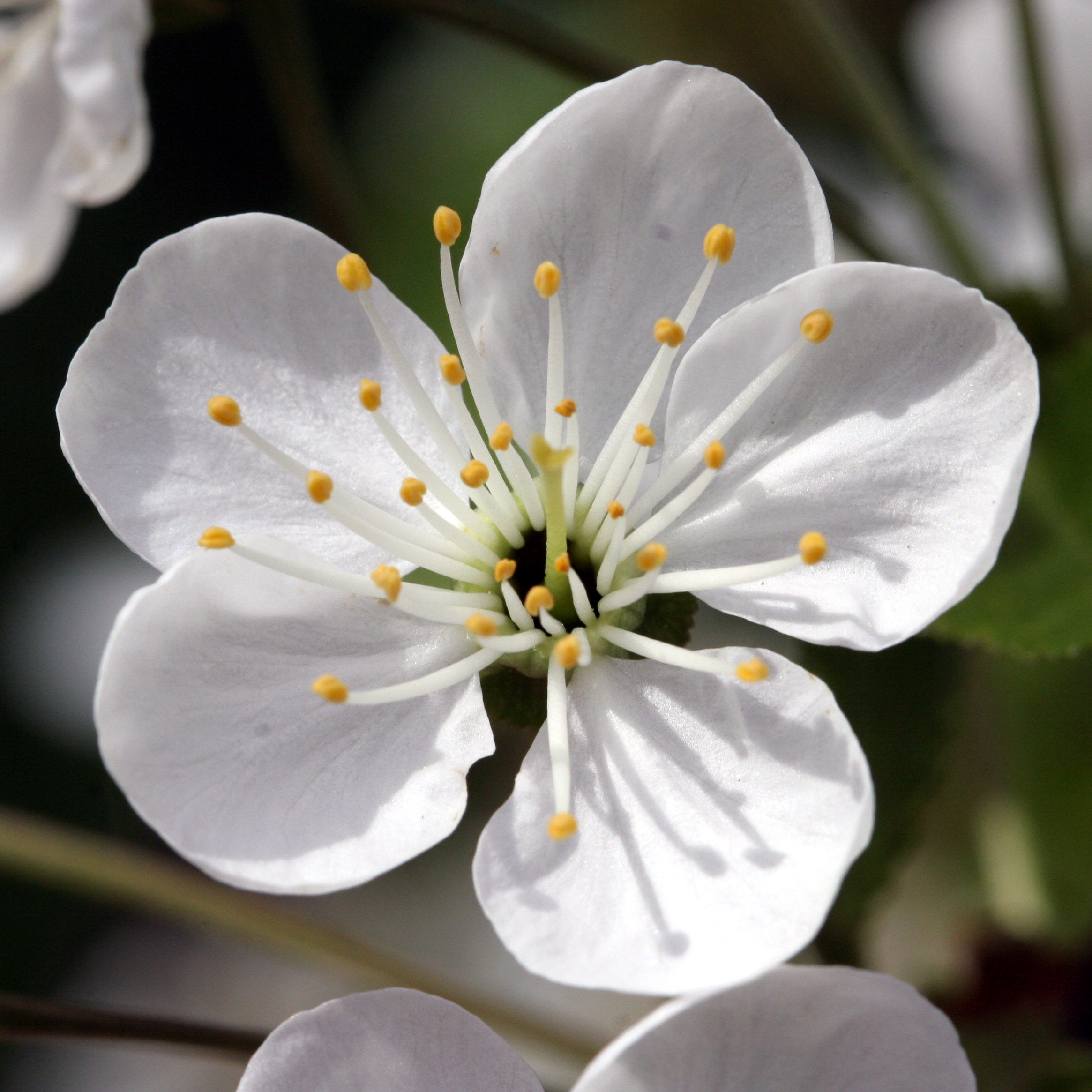
Blüte eines Schattenmorellen-Baumes

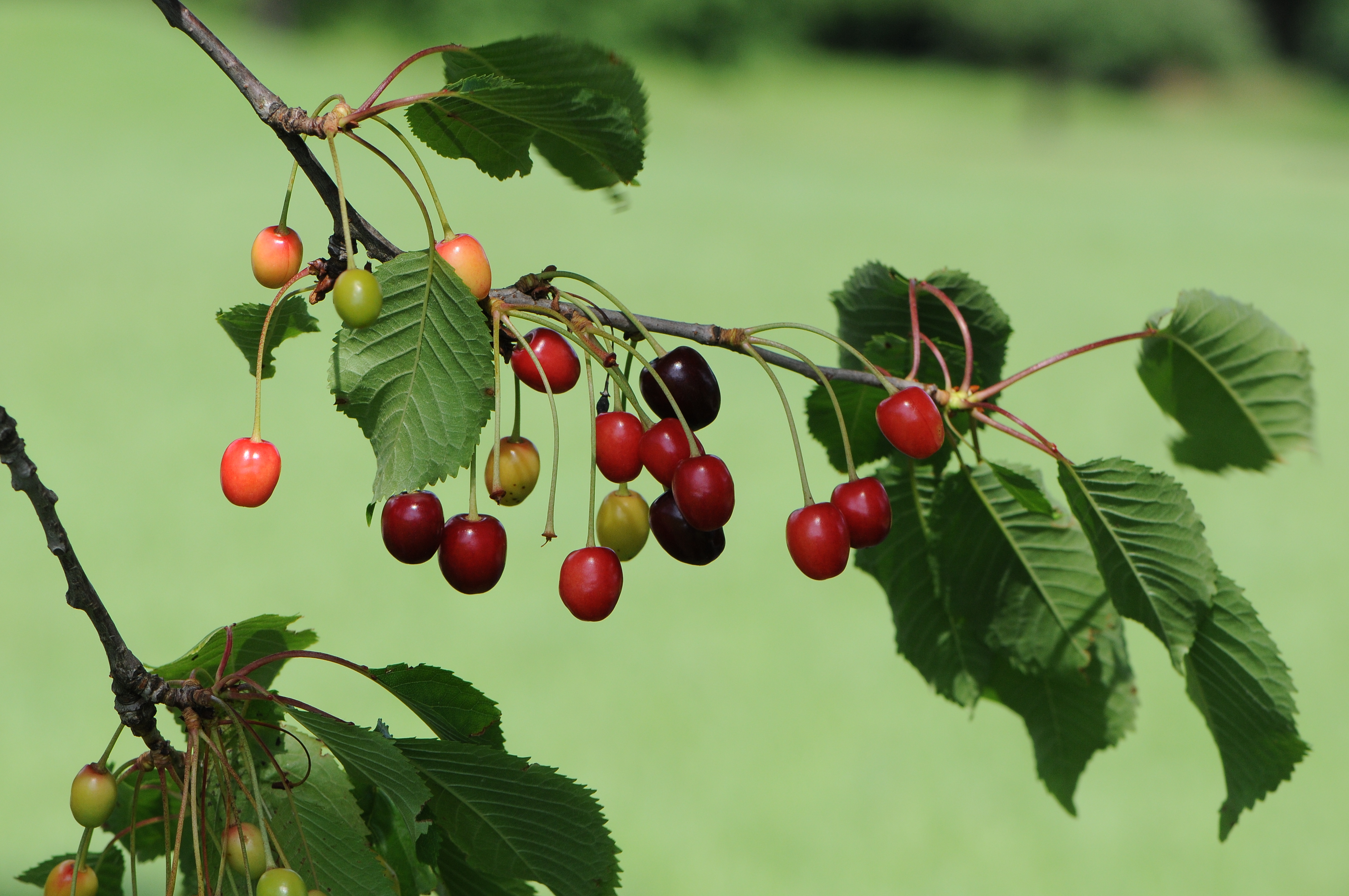
Schattenmorellen in unterschiedlichen Reifegraden

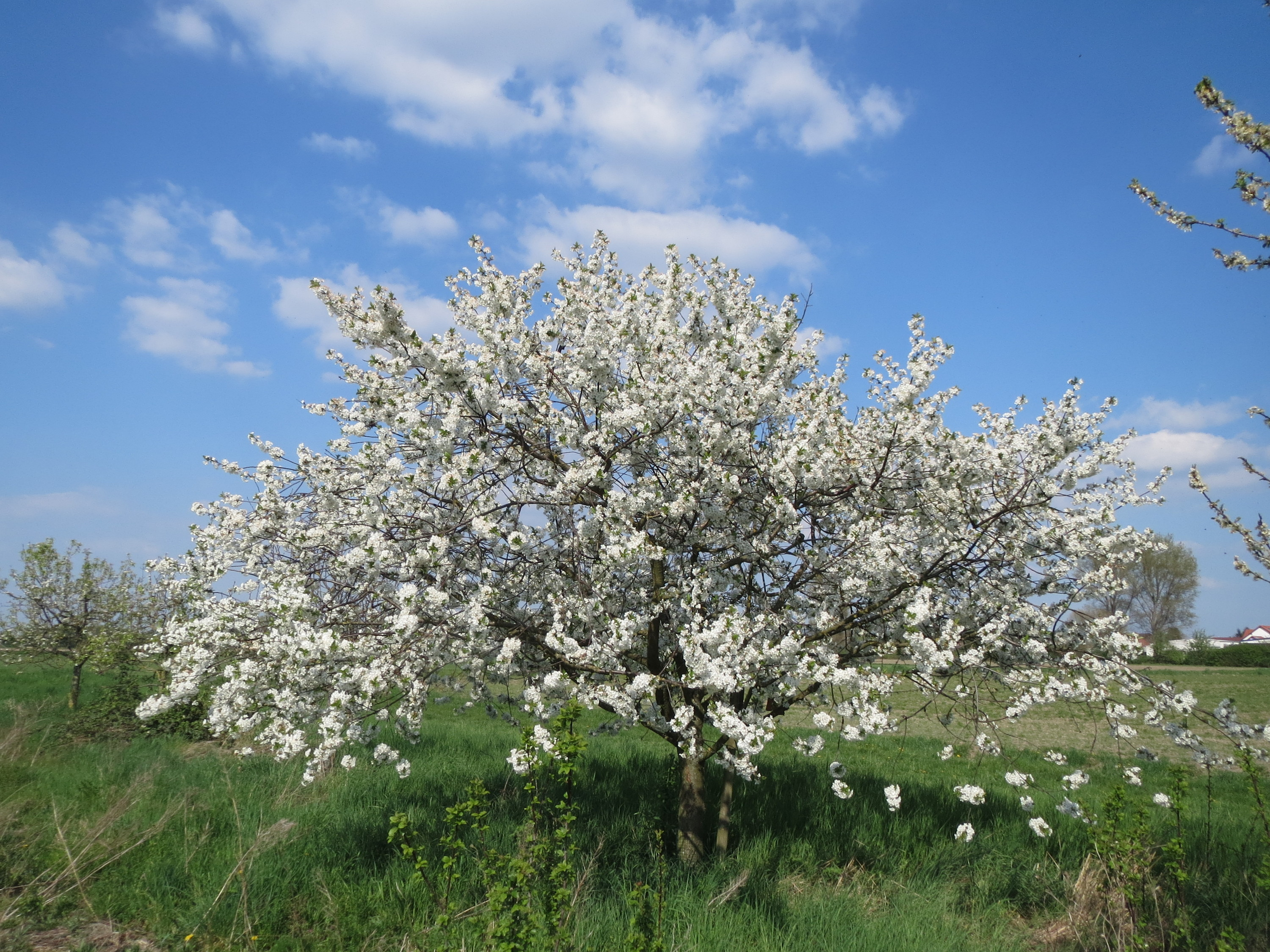
Prunus cerasus in voller Blüte

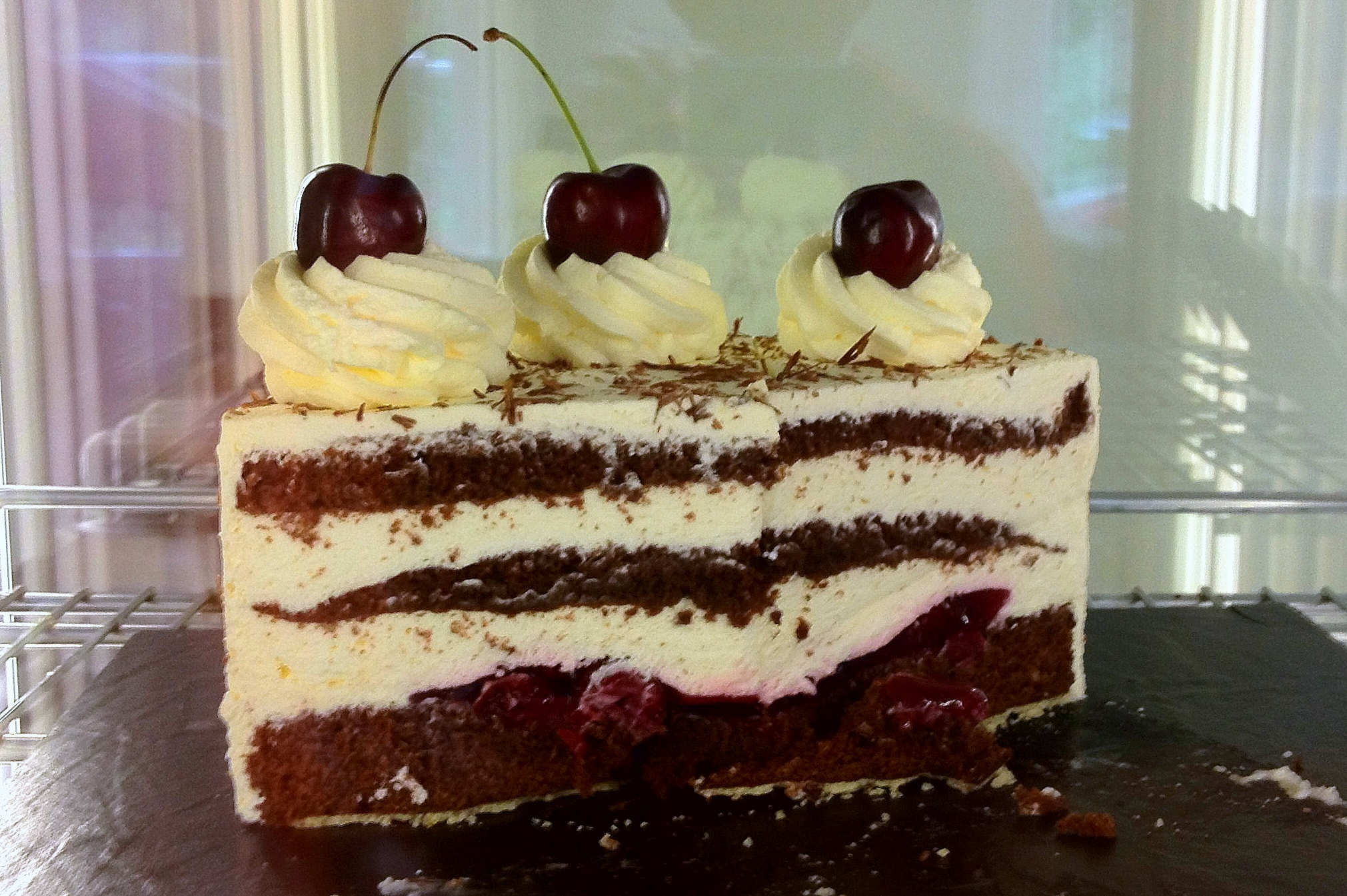
Die echte Schwarzwälder Kirschtorte enthält Schattenmorellen

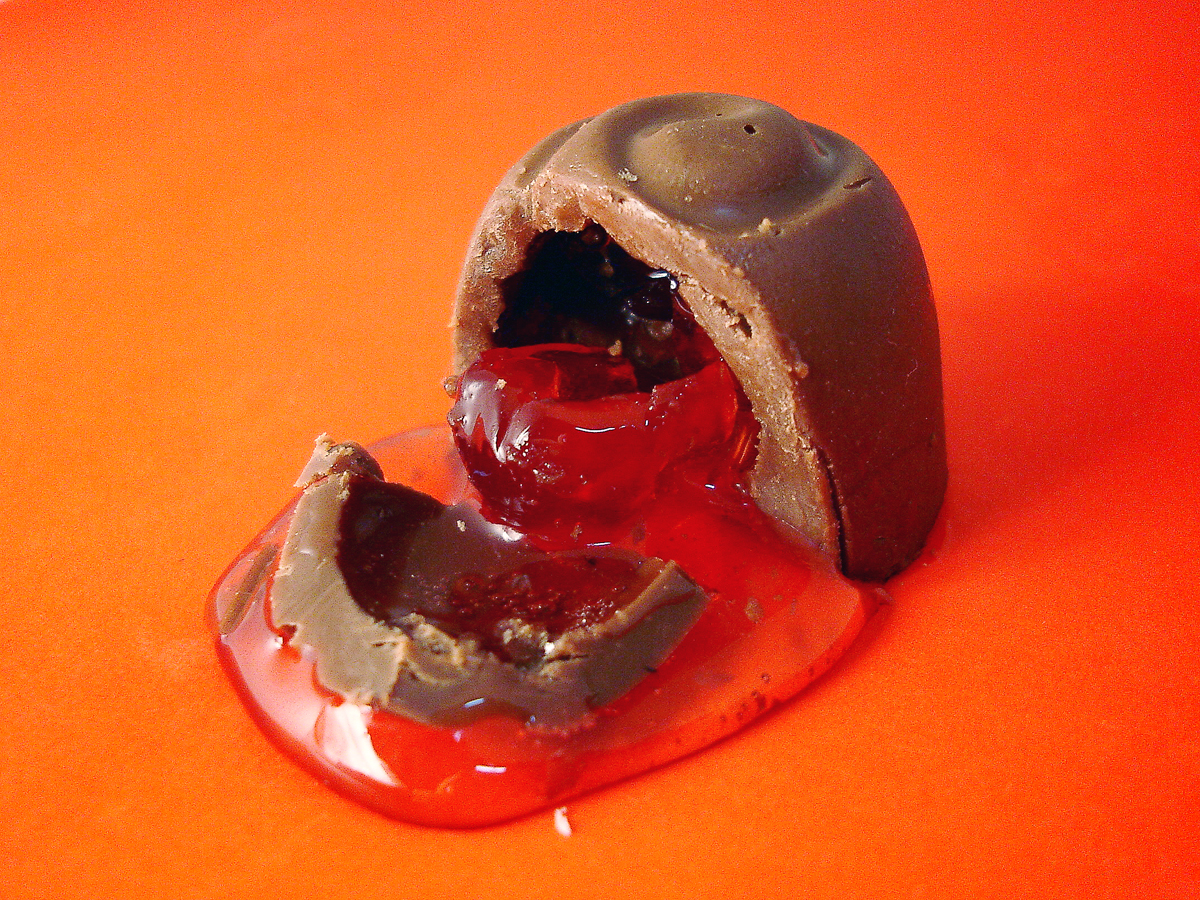
Praline mit Kirsche und Kirschbrand

Die Schattenmorelle (Prunus cerasus subsp. acida), auch Sauerlotkirsche, Große Lange Lotkirsche (beides auch mit th) und Nordkirsche, ist eine Sorte der Sauerkirschen. Sie gehört zur Familie der Rosengewächse (Rosaceae) und ist in Mitteleuropa die am meisten angepflanzte Sauerkirschsorte. Sie ist eine spätreife Sorte und bringt hohe Erträge.

## Herkunft
Die Schattenmorelle ist eine altbekannte Steinobstsorte, die schon vor 1650 erwähnt und vor 1800 beschrieben wurde; sie stammt aus Frankreich und wird dort Griotte du Nord oder Chatel Morel genannt.
Für ein 2023 erschienene wissenschaftliche Veröffentlichung wurde ein vollständiges Genom sequenziert.

## Sorteneigenschaften

### Baum
Der Baum ist schwachwüchsig bis mittelstark, dünntriebig und strauchartig.

### Frucht
Früchte erscheinen nur an einjährigem Holz.
Der Fruchtstiel ist mit einer Länge von etwa 40 mm mittellang und meist mit einem oder mehreren grünen Blättchen versehen. Die Steinfrucht ist je nach Behang groß bis sehr groß (21 mm, 5,3 Gramm), rundlich bis schwach oval. Die Farbe der festen, stumpf glänzenden Haut ist zunächst rot und wird bei zunehmender Reife dunkler bis schwärzlich rot bei der Vollreife. Das Fruchtfleisch ist weich und sehr saftig bei dunkelroter Farbe. Es hat trotz des hohen Zuckergehalts bei einem pH-Wert von 3,4 einen ausgeprägt sauren Geschmack, welcher durch das Kochen noch verstärkt wird. Der Stein ist mit etwa 12,5 mm verhältnismäßig groß, langoval, löst sich sehr gut vom Fruchtfleisch und bleibt meist am Stiel hängen. Die Frucht reift in der 8. bis 9. Kirschwoche.

### Sonstige Eigenschaften
Die Schattenmorelle ist selbstfertil und braucht daher selbst keinen Befruchter, kann aber andere spätblühende Kirschsorten, wie zum Beispiel ‚Schneiders späte Knorpelkirsche‘, befruchten.

### Standortbedingungen
Der Baum ist anspruchslos und auch für kühle und kalte Lagen geeignet, ist aber empfindlich gegenüber Hitze und Dürre. Er ist anfällig für die Monilinia-Spitzendürre. Anders als es der Name vermuten lässt, liebt die Schattenmorelle einen halbschattigen Standort.

## Pflege und Nutzung
Die Bäume erfordern regelmäßigen starken Schnitt. Starker Geschmack und Säuregehalt machen die Schattenmorelle zur Standardsorte für die Verarbeitung.
Die Frucht wird gerne zu Konfitüren und Konserven verarbeitet. Sie ist die meistgenutzte Kirschsorte für Backwaren aller Art, so zum Beispiel für die weltbekannte Schwarzwälder Kirschtorte.
Auch für die Herstellung von Obstbrand, Kirschlikör und Pralinen findet die Schattenmorelle Verwendung.

## Namensherkunft
Es gibt vier Hypothesen zur Herleitung des Namens Schattenmorelle, die jeweils eine Lautverschiebung annehmen:
1. von Château de Moreilles: Angeblich soll bereits 1598 im Garten dieses Schlosses diese Sauerkirschenart gezüchtet worden sein. Es gibt kein bekanntes Château de Moreilles in Frankreich. Heute existiert das Château de L’Abbaye[6] in Moreilles[7] (im 17. Jahrhundert wieder aufgebauter Teil der ehemaligen Abtei Beata Maria de Moroliis, die im 100-jährigen Krieg (1453) fast vollständig und in den Religionskriegen (1580) vollständig zerstört wurde);
2. von lateinisch amarus, engl. morello, ital. amarello („bitter“): Die Schattenmorelle ist allerdings nicht bitter, sondern sauer;
3. spätlateinisch maurella, Verkleinerungsform von maurus („Mohr“), was sich auf die dunkle Farbe der Frucht bezieht: Die Schattenmorelle ist hellrot bis rot während der Reife, erst im vollreifen Zustand wird sie dunkelrot;[8]
4. von Chatel Morel (synonym zu Griotte du Nord):[9] Der französische Name der Schattenmorelle.[10]